# Suwerenność ludu
Suwerenność ludu lub suwerenność narodu – doktryna, zgodnie z którą lud, rozumiany jako polityczna wspólnota obywateli (obywatelstwo), jest suwerenem w państwie i od niego wywodzi się legitymizacja władzy. Zasada suwerenności ludu jest jedną z podstawowych zasad ustroju demokratycznego.
Doktryna suwerenności ludu ukształtowała się w opozycji do idei legitymistycznych wywodzących władzę od Boga (boskie prawo królów). Spór o uzasadnienie i pochodzenie władzy był jedną z zasadniczych kwestii europejskiej, nowożytnej filozofii politycznej.
Sposób sprawowania suwerenności przez lud jest przedmiotem sporu teoretyków i filozofów politycznych.
Przyjęcie zasady suwerenności ludu niekoniecznie musi się też wiązać z demokratyzacją. Thomas Hobbes wskazywał, że chociaż władza wywodzi się od ludu, to zawsze musi być sprawowana przez reprezentantów. Reprezentowane jednostki nie mają wpływu na politykę i poza skrajnymi przypadkami nie mogą się jej sprzeciwiać. Ta idea absolutnej reprezentacji mogła więc stanowić podstawę legitymizacji monarchii czy władzy autorytarnej. 
W demokracji wymaga się, aby suwerenność ludu była sprawowana bezpośrednio, bądź przez wybieranych okresowo reprezentantów:
- demokracja bezpośrednia to przykład suwerenności ludu sprawowanej bezpośrednio
- demokracja pośrednia (przedstawicielska) to przykład suwerenności ludu sprawowanej pośrednio (przez przedstawicieli).

Formą sprawowania suwerenności ludu jest np. weto ludowe.